# Sit Tight
Pour plus de détails, voir Fiche technique et Distribution.
Sit Tight est un film américain réalisé par Lloyd Bacon et sorti en 1931.

## Synopsis
Le Dr Winnie O'Neil (Winnie Lightner) est à la tête d'une clinique de santé et Jojo Mullins (Joe E. Brown), un catcheur, est l'un de ses employés.

## Fiche technique
- Titre original : Sit Tight
- Réalisation : Lloyd Bacon
- Scénario : Rex Taylor, William K. Wells
- Photographie : William Rees
- Montage : James Gibbon
- Société de production : Warner Bros.
- Société de distribution : Warner Bros.
- Pays de production :  États-Unis
- Langue originale : anglais
- Format : noir et blanc — 35 mm — 1.37:1 — son monophonique
- Genre : Comédie
- Durée : 74 minutes
- Dates de sortie :
  - États-Unis : 18 février 1931

## Distribution
- Winnie Lightner : Dr Winnie O'Neil
- Joe E. Brown : Jojo Mullins
- Paul Gregory : Tom
- Claudia Dell : Sally
- Lotti Loder : la fille française
- Hobart Bosworth : Dunlap
- Frank Hagney : Olaf
- Snitz Edwards : Charley
- Maurice Black : M. White (non crédité)
- Heinie Conklin : manager de Tom (non crédité)
- Richard Cramer : le kidnappeur (non crédité)
- James Eagles : le frère d'Olaf (non crédité)
- Arthur Hoyt : M. Bixby (non crédité)
- Tom Kennedy : M. Mack (non crédité)
- Kalla Pasha : l'arbitre de catch (non crédité)
- Tom Ricketts : M. Burke (non crédité)
- Constantine Romanoff : sonneur à l’entraînement (non crédité)